# Distrito de Forcalquier
Forcalquier es un distrito francés que se localiza en el departamento de Alpes de Alta Provenza, de la región de Provenza-Alpes-Costa Azul. Cuenta con trece cantones y 87 comunas.
Su capital es Forcalquier.

## División territorial

### Cantones
Los cantones del distrito de Forcalquier son:
1. Cantón de Banon
2. Cantón de Forcalquier
3. Cantón de Manosque-Norte
4. Cantón de Manosque-Sureste
5. Cantón de Manosque-Suroeste
6. Cantón de La Motte-du-Caire
7. Cantón de Noyers-sur-Jabron
8. Cantón de Peyruis
9. Cantón de Reillanne
10. Cantón de Saint-Étienne-les-Orgues
11. Cantón de Sisteron
12. Cantón de Turriers
13. Cantón de Volonne

### Comunas
| 1. Aubenas-les-Alpes (04012)            | 2. Aubignosc (04013)                   | 3. Authon (04016)                 | 4. Banon (04018)                        |
| 5. Bayons (04023)                       | 6. Bellaffaire (04026)                 | 7. Bevons (04027)                 | 8. La Brillanne (04034)                 |
| 9. Le Caire (04037)                     | 10. Château-Arnoux-Saint-Auban (04049) | 11. Châteaufort (04050)           | 12. Châteauneuf-Miravail (04051)        |
| 13. Châteauneuf-Val-Saint-Donat (04053) | 14. Clamensane (04057)                 | 15. Claret (04058)                | 16. Corbières (04063)                   |
| 17. Cruis (04065)                       | 18. Curbans (04066)                    | 19. Curel (04067)                 | 20. Céreste (04045)                     |
| 21. Dauphin (04068)                     | 22. Entrepierres (04075)               | 23. L'Escale (04079)              | 24. Faucon-du-Caire (04085)             |
| 25. Fontienne (04087)                   | 26. Forcalquier (04088)                | 27. Ganagobie (04091)             | 28. Gigors (04093)                      |
| 29. L'Hospitalet (04095)                | 30. Lardiers (04101)                   | 31. Limans (04104)                | 32. Lurs (04106)                        |
| 33. Mallefougasse-Augès (04109)         | 34. Mane (04111)                       | 35. Manosque (04112)              | 36. Melve (04118)                       |
| 37. Mison (04123)                       | 38. Montfort (04127)                   | 39. Montfuron (04128)             | 40. Montjustin (04129)                  |
| 41. Montlaux (04130)                    | 42. Montsalier (04132)                 | 43. La Motte-du-Caire (04134)     | 44. Nibles (04137)                      |
| 45. Niozelles (04138)                   | 46. Noyers-sur-Jabron (04139)          | 47. Les Omergues (04140)          | 48. Ongles (04141)                      |
| 49. Oppedette (04142)                   | 50. Peipin (04145)                     | 51. Peyruis (04149)               | 52. Pierrerue (04151)                   |
| 53. Pierrevert (04152)                  | 54. Piégut (04150)                     | 55. Redortiers (04159)            | 56. Reillanne (04160)                   |
| 57. Revest-Saint-Martin (04164)         | 58. Revest-des-Brousses (04162)        | 59. Revest-du-Bion (04163)        | 60. La Rochegiron (04169)               |
| 61. Saint-Geniez (04179)                | 62. Saint-Maime (04188)                | 63. Saint-Martin-les-Eaux (04190) | 64. Saint-Michel-l'Observatoire (04192) |
| 65. Saint-Vincent-sur-Jabron (04199)    | 66. Saint-Étienne-les-Orgues (04178)   | 67. Sainte-Croix-à-Lauze (04175)  | 68. Sainte-Tulle (04197)                |
| 69. Salignac (04200)                    | 70. Saumane (04201)                    | 71. Sigonce (04206)               | 72. Sigoyer (04207)                     |
| 73. Simiane-la-Rotonde (04208)          | 74. Sisteron (04209)                   | 75. Sourribes (04211)             | 76. Thèze (04216)                       |
| 77. Turriers (04222)                    | 78. Vachères (04227)                   | 79. Valavoire (04228)             | 80. Valbelle (04229)                    |
| 81. Valernes (04231)                    | 82. Vaumeilh (04233)                   | 83. Venterol (04234)              | 84. Villemus (04241)                    |
| 85. Villeneuve (04242)                  | 86. Volonne (04244)                    | 87. Volx (04245)                  |                                         |